# Eustoquio Contreras
Eustoquio Contreras Díaz (8 de diciembre de 1955) es un político venezolano y actual diputado a la Asamblea Nacional por el Frente Bolivariano Alternativo en representación del circuito 1 del estado Guárico. Fue miembro Partido Socialista Unido de Venezuela (PSUV).

## Carrera
Eustoquio se graduó como abogado con magíster en ciencias jurídicas de la Universidad Central de Venezuela (UCV). En 1999 fue miembro de la Asamblea Nacional Constiutyente.En el 2004 fue vicecanciller de Venezuela, se desempeñó como diputado de la Asamblea Nacional entre 2005 y 2010 y en junio de 2005 fue nombrado como director principal del directorio ejecutivo del Banco de Desarrollo Económico y Social de Venezuela (Bandes) por el presidente Hugo Chávez.
Eustoquio fue elegido en las elecciones parlamentarias de 2015 como diputado a la Asamblea Nacional por el Partido Socialista Unido de Venezuela (PSUV) en representación del circuito 1 del estado Guárico.